# 콤팩트 카세트

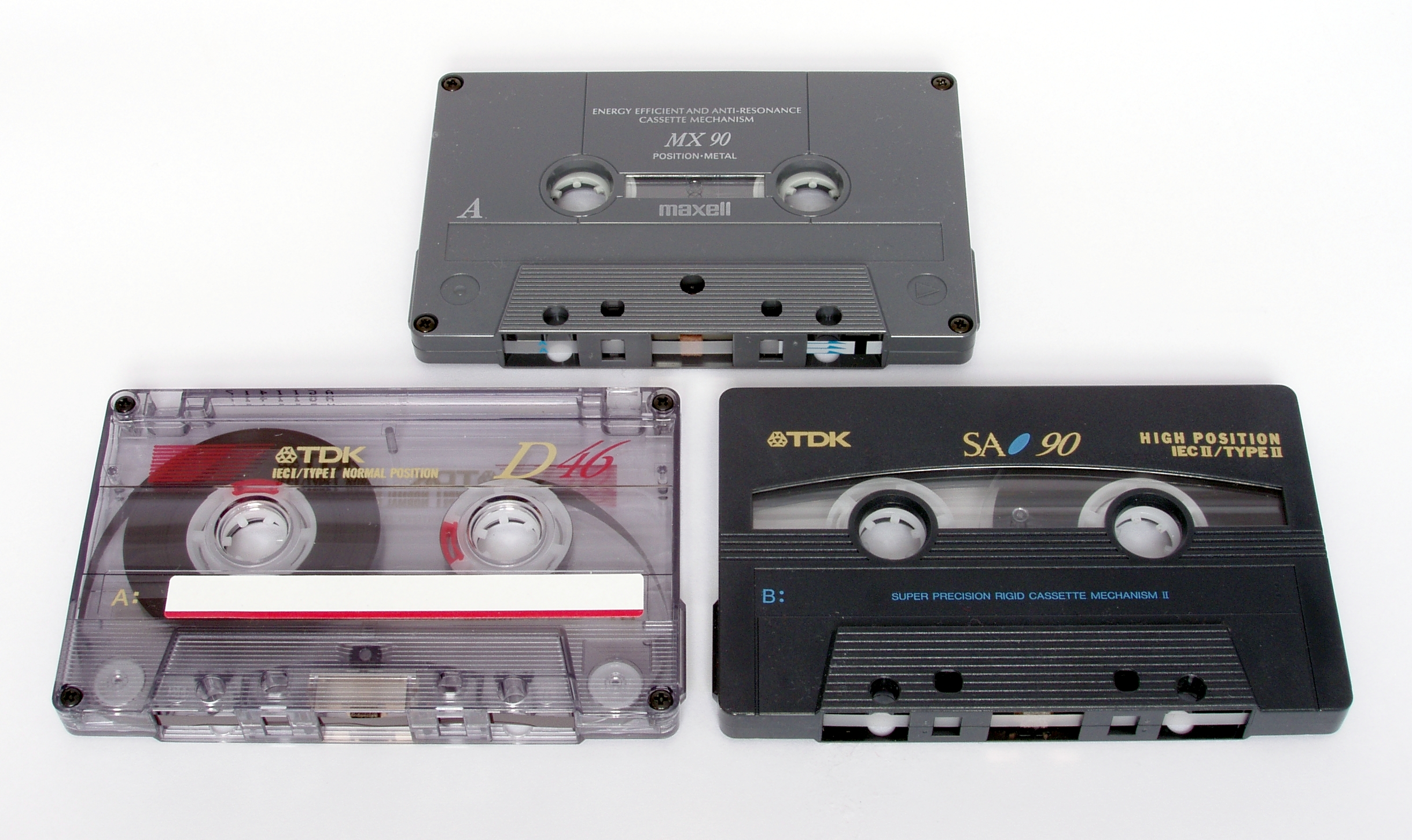
일반적으로 볼 수 있는 콤팩트 카세트 테이프

콤팩트 카세트, 콤팩트 오디오 카세트 또는 카세트 테이프(영어: Compact Cassette, Compact Audio Cassette, Musicassette 또는 MC, audio cassette, cassette tape)는 오디오 기기에 사용하기 위한 자기 기록 테이프의 표준 규격이다. 콤팩트 카세트 테이프에 녹음하기 위한 방법으로는 주로 음성 신호가 자기력을 통해 변환되어 테이프에 기록되는 원리를 이용한 교류 바이어스법이 사용된다. 1970년대부터 2000년대 중반까지 대중적으로 사용되었던 음성 저장매체 중 하나이다.
1962년 필립스는 콤팩트 카세트를 개발하며 다른 회사 제품과의 호환성을 위해 이 기술을 공개했다. 보통 사용되는 콤팩트 카세트는 테이프와 테이프를 감은 릴이 케이스에 같이 들어가 있었다. 이전 방식보다 편리했기 때문에 많은 호응을 얻었다. 초창기에는 성능이 좋지 않아 회의 녹취록 같은 업무용으로 기업에서만 주로 사용되었다. 하지만 1960년대 이후 자성체 및 기기 장치의 개선 등과 같은 노력을 통해 1970년대에 가서야 일반인들 사이에서 많이 보급되기 시작했으며, 음반 발매용이나 음악 녹음용으로 적합한 수준으로 음질이 향상되었다.
녹음하기 쉽다는 이유로 많이 보급되었던 콤팩트 카세트는 녹음 장치 및 상태에 음질이 많이 달라지고, 그 외에도 여러 이유가 있지만 1980년대 CD 플레이어가 개발되면서 점차 소비자들 사이에서 외면당하기 시작했지만, 적어도 MP3 플레이어가 나오기 전까지는 많이 사용되었다. 그때까지만 해도 카세트 녹음기를 대체할 만한 대중적인 녹음매체가 없었기 때문이다(MD, DAT 레코더는 대중화 되기에는 상당히 고가였다). 1990년대 카세트 플레이어(영어: cassette deck)의 소형화 추세와 꾸준한 개발, 기술의 발달로 콤팩트 테이프 재생기의 재생 시간이 더욱 늘어났다 (예를 들면 초창기 워크맨은 재생시간이 10시간도 안되었지만, 1990년대 중후반 이후에 나온 것은 50시간을 뛰어넘는다).  이후로 디지털 오디오 플레이어의 출시로 인하여 음반용 콤팩트 카세트의 생산량은 다소 줄어들었고, 음반용 CD의 생산량은 급격히 늘어났다. 하지만 조작이 쉬우며 가격이 싸고 녹음을 할 수 있는 레코딩 시간이 길다는 이유로 CD가 단시간에 카세트 테이프를 대체하지는 못하였다.
얼마 전까지만 해도 중국, 대한민국, 베트남, 필리핀, 독일, 이탈리아, 프랑스, 그리스 등에서는 카세트 테이프가 오직 어학 공부, 고속도로 휴게소, 지하상가 등에 있는 음반 등의 용도로 그럭저럭 생명력을 유지하고 있었다. 하지만 2000년대 후반 이후로 어학 교재의 듣기용 자료 부속 CD나 인터넷을 통한 MP3 파일이 카세트 테이프를 대체하여, 일부 교재를 제외하고는 대체로 부속 카세트 교재가 나오지 않는 실정이다. 이와 같은 추세 때문에 세계 카세트 테이프 주요 제작업체였던 SKM(과거 SK 계열사, 구(舊) 선경매그네틱)이 2012년 말에 폐업되었고 공테이프 중 고급형인 크롬테이프, 메탈테이프는 이미 단종되어 현재 어학용 공테이프만 남은 상태다. 게다가 일본 소니의 카세트 워크맨은 2010년에 단종되었으며, 소니의 '어학용 찍찍이'로 널리 알려진 TCM 시리즈는 2013년 1월 1일 자로 생산이 종료되었다. 현재 카세트는 구형 카 오디오로 재생하여 듣는 경음악으로 가까스로 명맥을 유지하고 있다. 2020년 기준으로, 대한민국에서는 경기도 화성시 소재의 "제이에스 컴퍼니"라는 회사에서 공테이프 완제품을 단독 생산 중이며, 대한민국 내에서 시판되는 카세트 음반과 기타 사용처에 공급 중이다.

## 역사
1908년, 존 C. 셔먼은 포울센이 고안한 텔레그라폰의 강철선을 폐쇄형 틀에 끼우려고 시도한 적이 있다. 또한 1922년 복스 사의 쿠르트 슈틀레와 그의 기술 팀이 이와 유사한 시도를 했다. 그 뒤로 자기 테이프가 등장했고, 플로이머의 동료였던 독일의 기술자 에두아르드 쉴러는 1944년 9월에 카세트 안에 들어 있는 순환식 테이프의 특허권을 신청했다. 1950년대 초반에는 카를 다니엘의 아이디어로 플라스틱 틀에 감긴 순환식 테이프 형태의 "테피폰"이 등장했다. 레코드처럼 바늘로 테이프에 소리를 녹음하거나 재생했으며, 재생 시간이 무려 4시간까지 가능했다. 하지만 음질은 그보다 나중에 등장한 비닐 레코드보다 떨어졌고, 그 때문에 시장에서 살아남지 못했다. 1958년에 RCA는 사운드 테이프 카트리지를 개발했다. 이것은 이후 등장하게 될 카세트 테이프와 구조적으로 상당히 비슷했지만, 그 크기는 두 배를 넘어섰다.
1963년 8월, 베를린에서 열린 제23회 베를린 라디오전자전시회에서 필립스의 기술자 루 오텐스(Lou Ottens)는 새로 개발한 카세트 테이프를 선보였다. 1965년부터 상업적인 음악 카세트가 시장에 등장하기 시작한다. 1966년에는 레이 M. 돌비가 잡음을 줄이는 기술을 개발했고, 그 덕에 초당 4.75센티미터의 속도로 감기며 재생되는 테이프의 소음이 현저히 줄어들었다.
원래는 구술용으로 고안되었는데, 사람들은 오가는 길에 차 안에서 들을 수 있도록 카세트 테이프에 자기가 좋아하는 노래들을 녹음해 다녔다. 머지않아 테이프 레코더는 자동차 내부에도 설치된다. 새로운 기술은 라디오와 테이프 레코더를 결합시킨 기기를 등장시켰고, 특히 젊은이들은 이를 통해 좋아하는 음악을 녹음할 수 있는 새로운 방법을 찾았다. 이 "붐박스"는 반향적인 미국 흑인 청소년 문화의 상징이 되었고, 사람들은 우스갯소리로 이 기기를 "니거 박스" 혹은 "게토 블래스터"라고 부르기도 했다. 하지만 초반에는 비싼 가격 때문에 정작 이 계층은 붐박스를 살 수 없었다.
1990년대까지 음성 재생 장치로 대중적으로 사용되었던 카세트 테이프는 2000년대 초반 CD의 발달로 조금씩 쇠퇴기를 맞이하였으며 2000년대 중반 이후에는 어학용으로 명목을 이어가다가 2010년대부터는 MP3 플레이어와 휴대전화의 보급으로 더 이상 대중적으로 쓰이지 않게 되었다.

## 분류
콤팩트 카세트의 종류는 테이프 타입, 녹음가능 시간, 녹음 용도 등에 따라 분류된다. 종류에 따라 타입I은 노말(일반) 테이프, 타입II는 크롬 테이프, 타입IV는 메탈 테이프로 분류된다. 녹음 및 재생시에는 해당 타입을 지원하는 기기를 사용하는 것이 바람직하다. 노멀 테이프만 지원하는 기기를 사용했다가는 음이 왜곡되거나 재녹음의 경우 이전 녹음 내용이 완전히 소거되지 않을 수 있다. 노말에서 크롬, 메탈로 갈수록 가격이 올라가며 그만큼 품질도 좋아진다. 메탈 테이프의 경우 자성체의 밀도가 높아 장기간 보관에 좋은 편이다. 그러나 메탈 테이프에 견딜 수 있게 제작된 고급 헤드가 아닌, 일반 헤드가 장착된 보급형 카세트 장치로 재생, 녹음을 할 경우 헤드의 마모가 다소 빠르게 진행된다.
A면은 홀수층이자 남성팀이지만, B면은 이와는 정반대로, 짝수층이자 여성팀이다. 이와 합쳐서 전체 녹음 가능시간에 따라 5분, 10분, 15분, 20분, 25분, 30분, 35분, 40분, 45분, 50분 등으로 분류되기도 한다. 1시간 40분이 넘어가는 테이프는 필름층이 얇기 때문에 반복재생, 녹음용으로 적합하지 못하다. 많은 카세트 재생/녹음 장치 제조업체들은 사용설명서에 100분을 초과하는 테이프의 사용의 자제를 권고하고 있다.
일반적으로 40분, 1시간, 1시간 30분, 2시간의 재생 시간을 가진 장치가 쓰인다. 그 외에 CD 음악 녹음 등에 맞추어 나온 46분, 1시간 14분 등의 길이를 가진 테이프가 존재한다.
용도에 따른 분류는 카세트 제조 회사에 따라 다르지만 일반적으로 담화 녹음용, 일반 녹음용, 어학용, 음악용 등으로 분류가 된다. 같은 테이프 타입(포지션)이라 하더라도 음악용과 일반용 간의 품질, 특성 차이가 있는 편이다.

## 장단점
장점
- 콤팩트 카세트 테이프는 MP3 등 디지털 오디오 파일에 비해 복제가 상대적으로 매우 어렵다.
- 신기술에 익숙하지 못한 구세대로서는 타 매체에 비해 비교적 다루기 쉽다.

단점
- 1:1로 실시간 복사(녹음)해야 하기에 MP3 형식과 다르게 전송에 따른 시간이 많이 든다.
- 테이프와 장치에 따라 음질이 크게 차이가 난다.
- 히스잡음이 존재하며 오픈 릴 테이프에 비해 테이프 폭이 좁은 탓에 음이 툭툭 끊기는 드롭 현상이 존재한다.
- 캡스턴, 모터 상태에 따라 재생속도가 균일하지 않은 현상인 와우앤플래터가 발생할 수 있다.
- MP3 파일과 같은 경우에는 자기가 원하는 음악과 노래를 자유자재로 듣는 것을 버튼 클릭과 같은 간단한 행위를 통해 할 수 있다. 반면 콤팩트 카세트의 경우에는 듣고자 하는 음악이나 노래를 되감기나 빨리감기를 하면서 다시 들어야 한다.

## 종류
- 노멀 테이프(Normal Tape) : 기본 자성 재료로 산화철을 사용하는 테이프로 음악감상, 일반 회화녹음, 어학 녹음용으로 사용. 가격이 가장 저렴.
- 크롬 테이프(Chrome Tape) :  초미립 자성체를 기본 자성 재료로 사용한 테이프로, 고음역의 강도가 매우 높기 때문에 녹음, 재생시 깨끗한 음질의 감상이 가능. 클래식 음악 전용 테이프로 가격은 노멀과 메탈 테이프의 중간임.
- 메탈 테이프(Metal Tape) : 고감도의 초미립 순철(Fe)을 사용한 테이프로, 다른 종류의 테이프에 비해 자력을 유지하는 힘이 크며, 자기특성이 뛰어나 저음부에서 고음부에 이르기까지 원음과 같은 생생한 음의 재생이 가능. 가격이 가장 비쌈.

## 같이 보기
- 워크맨
- MP3
- 디지털 콤팩트 카세트
- 오토 리버스

## 참고 문헌
- 헤르베르트, 하프너 (2016). 《His Master's Voice: Die Geschichte der Schallplatte》 [음반의 역사 : 실린더 레코드부터 디지털 음원까지]. 경당. ISBN 978-89-86377-52-1.